# Conure veuve
Myiopsitta monachus
Pour les articles homonymes, voir Veuve.
Espèce
Statut de conservation UICN

 LC  : Préoccupation mineure
Statut CITES
La Perriche veuve (Myiopsitta monachus), anciennement Conure veuve, encore appelée Perruche veuve, Perruche torrègne, Perruche moine, Perruche-souris, Perruche Quaker (États-Unis et Canada) ou Perruche jeune-veuve (cotorra en Argentine), est une espèce d'oiseaux de l'ordre des Psittaciformes et de la famille des psittacidés. En tant que Psittacidé, le terme « conure » est à préférer, « perruche » étant plutôt réservé aux Psittaculidés.

## Description
Cette espèce est de couleur verte, avec le front et la poitrine gris pâle, les couvertures sus-alaires bleues et le dessous des rémiges bleu foncé. Elle mesure environ 29 cm de longueur pour une envergure de 48 cm et une masse de 100 g. Il n'y a pas de dimorphisme sexuel, cependant habituellement les femelles présentent un poids plus réduit de 10 à 20%.

## Répartition
La Perriche veuve est originaire du Brésil, du Paraguay et de l'Argentine. L'espèce est désormais implantée dans l'est des États-Unis, au nord jusqu'à Chicago et au Massachusetts.
Des colonies, généralement issues d'individus captifs relâchés, sont installées dans certaines régions d'Europe : en Espagne (parc Montjuic à Barcelone, mais aussi en Andalousie) et en France, notamment à Montpellier (quartier des Aubes), à Marseille (parc Longchamp, square Dominique Tramoni), à Toulon.
En Grèce, elle est présente dans le jardin national d'Athènes. En Italie, on la trouve dans divers parcs de Rome tout comme à Bruxelles en Belgique.

## Comportement
Son vol rectiligne rapide de cime en cime peut la rendre difficile à observer. Au sol, elle présente une démarche maladroite caractéristique.

## Nidification

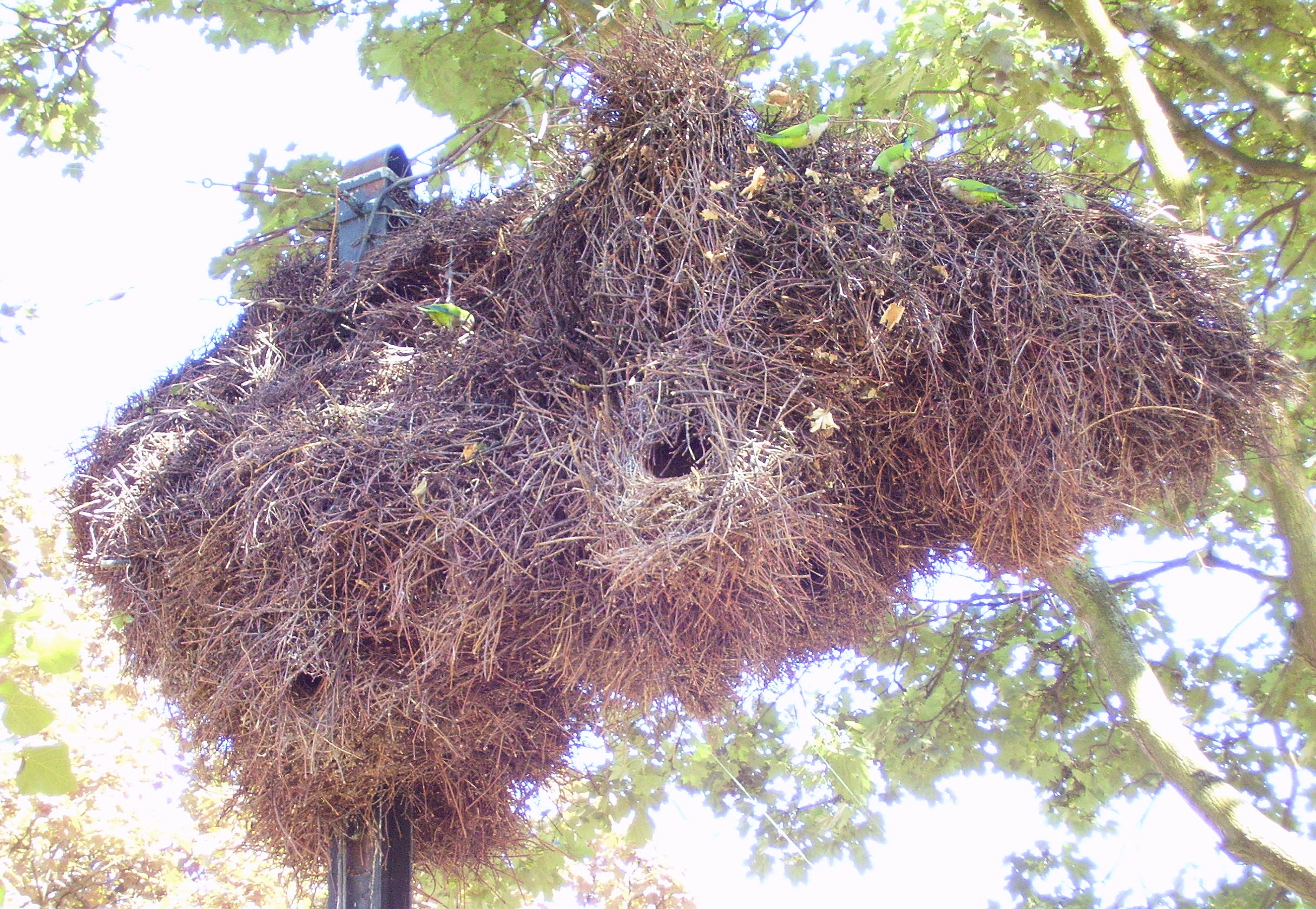
Nid collectif, Bruxelles

L'espèce a ceci de remarquable qu'elle est la seule parmi les perruches à construire de vastes nids collectifs à entrées multiples, faits de branches et brindilles, lesquels peuvent atteindre plusieurs mètres d'envergure et peser jusqu'à 200 kg. Ces nids volumineux peuvent endommager les immeubles et les lignes électriques. La femelle pond de 4 à 6 œufs par ponte. La durée d'incubation est de 23 à 25 jours.

## Taxonomie
Sa sous-espèce Myiopsitta monachus luchsi est désormais considérée comme l'espèce à part entière Myiopsitta luchsi.

### Sous-espèces

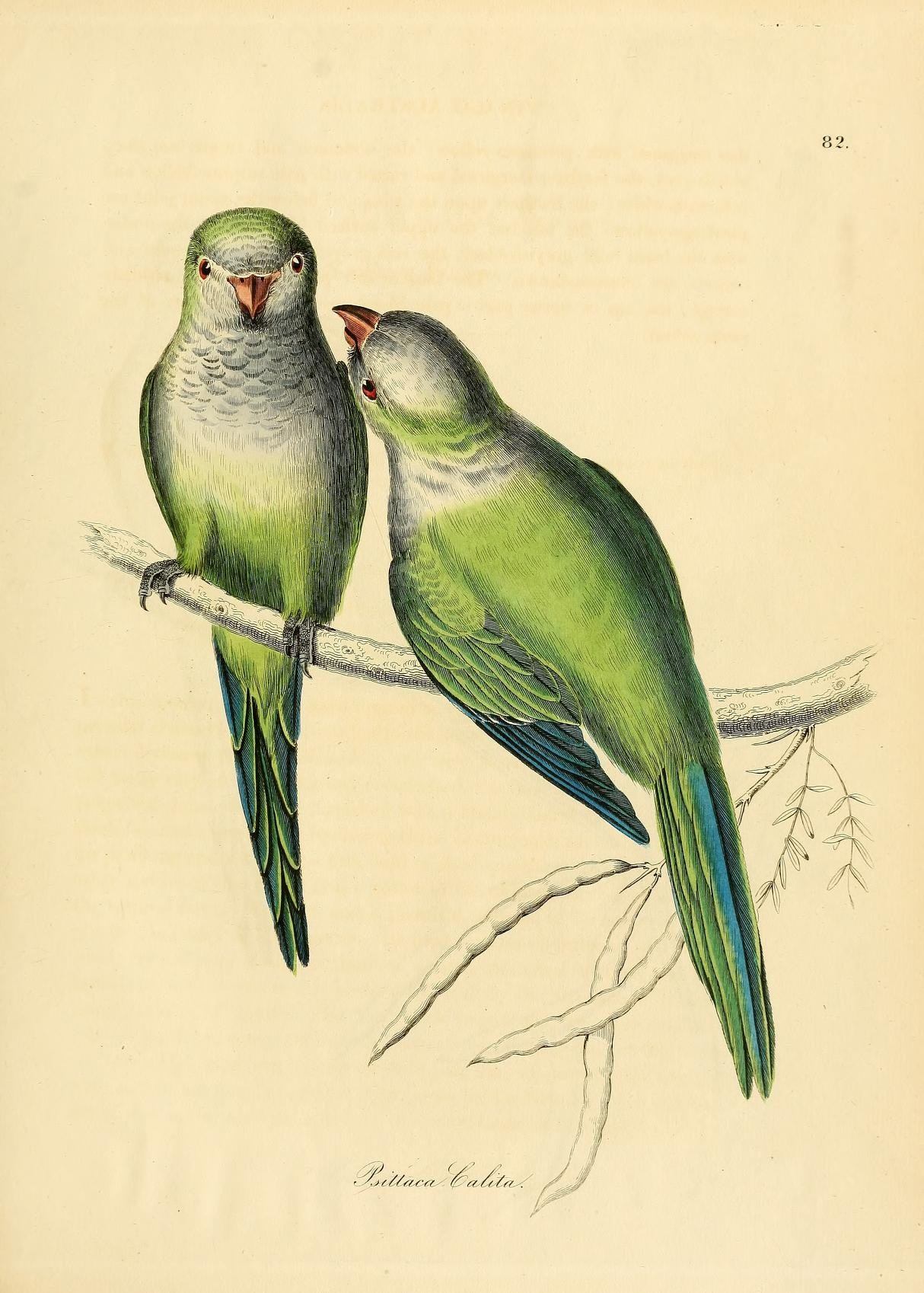
Illustration de 1826 représentant Myiopsitta monachus

D'après la classification de référence (version 5.1, 2015) du Congrès ornithologique international, cette espèce est constituée des sous-espèces suivantes (ordre phylogénique) :
- Myiopsitta monachus cotorra (Vieillot, 1818) ;
- Myiopsitta monachus monachus (Boddaert, 1783) ;
- Myiopsitta monachus calita (Jardine & Selby, 1830).

## Galerie

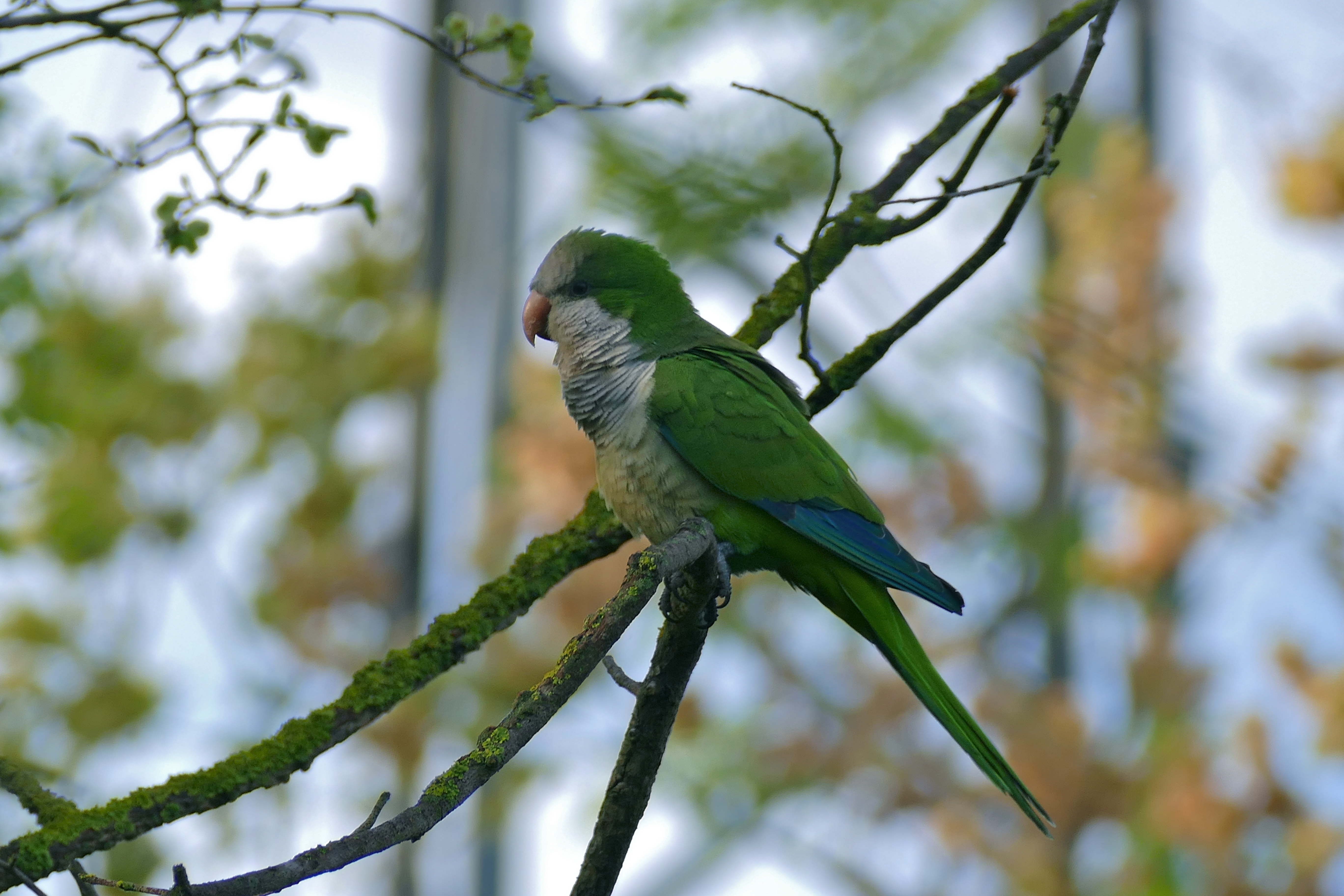
Perriche veuve (Catalogne, Espagne)
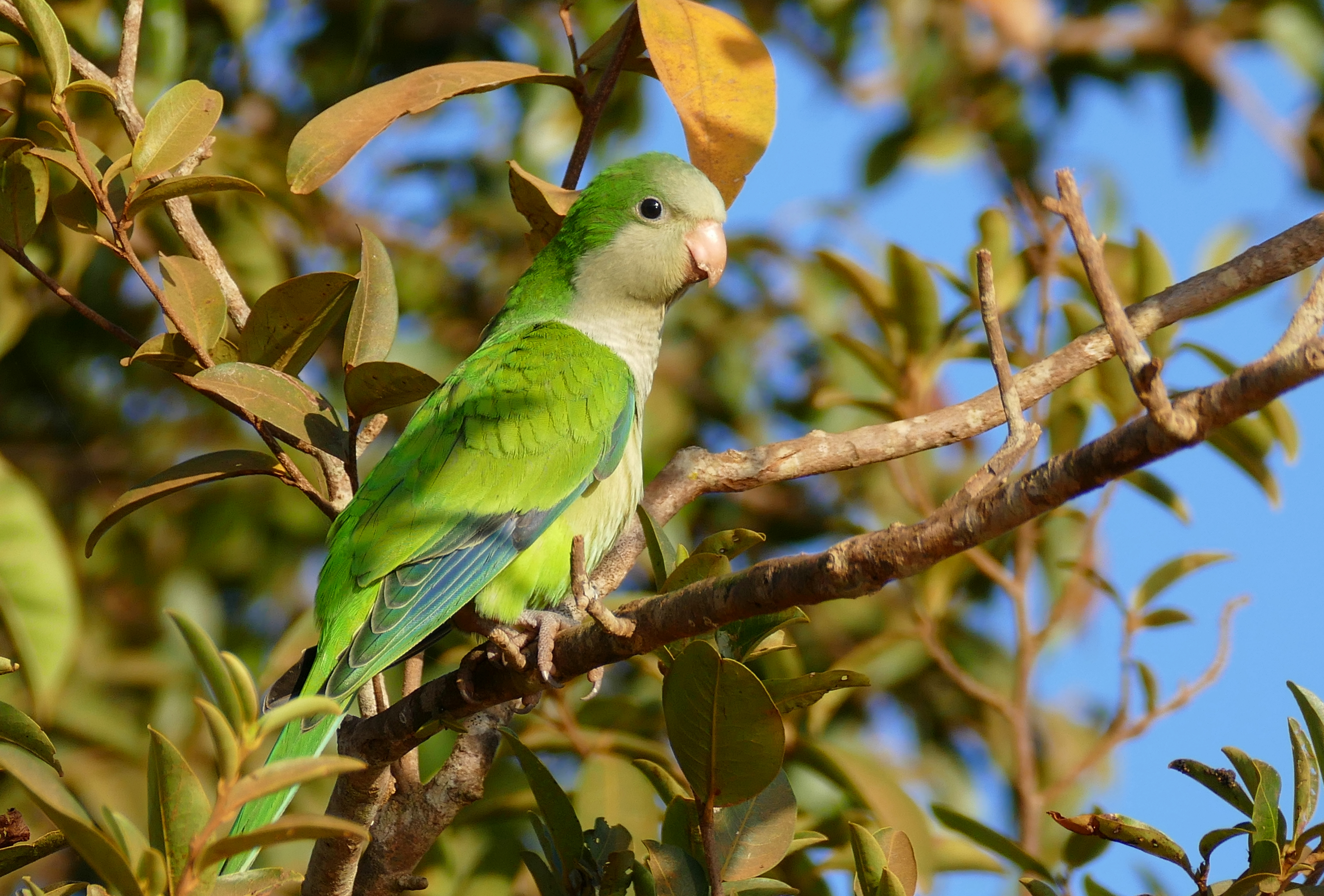
Perriche veuve (Mato Grosso, Brésil)
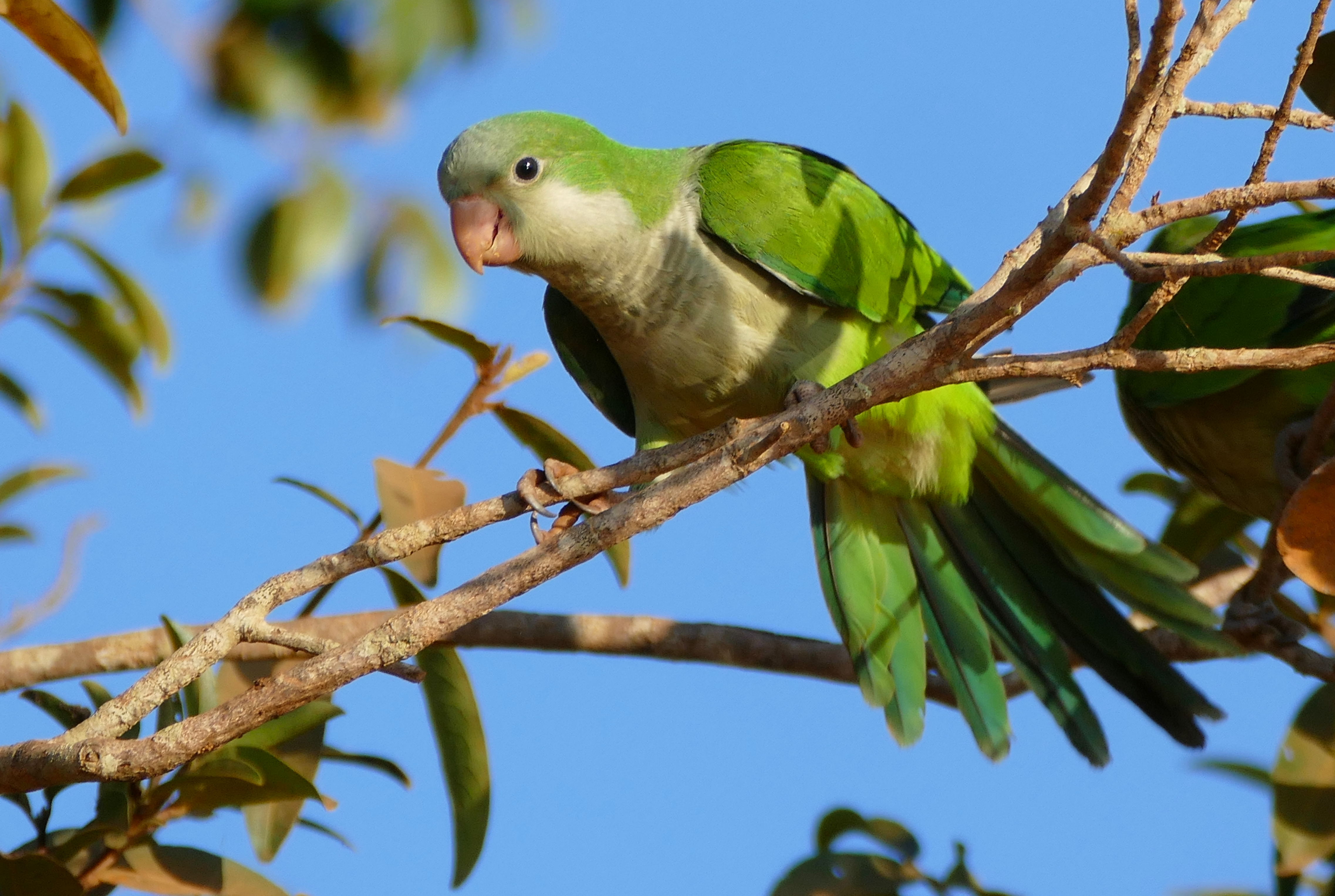
Perriche veuve (Mato Grosso, Brésil)
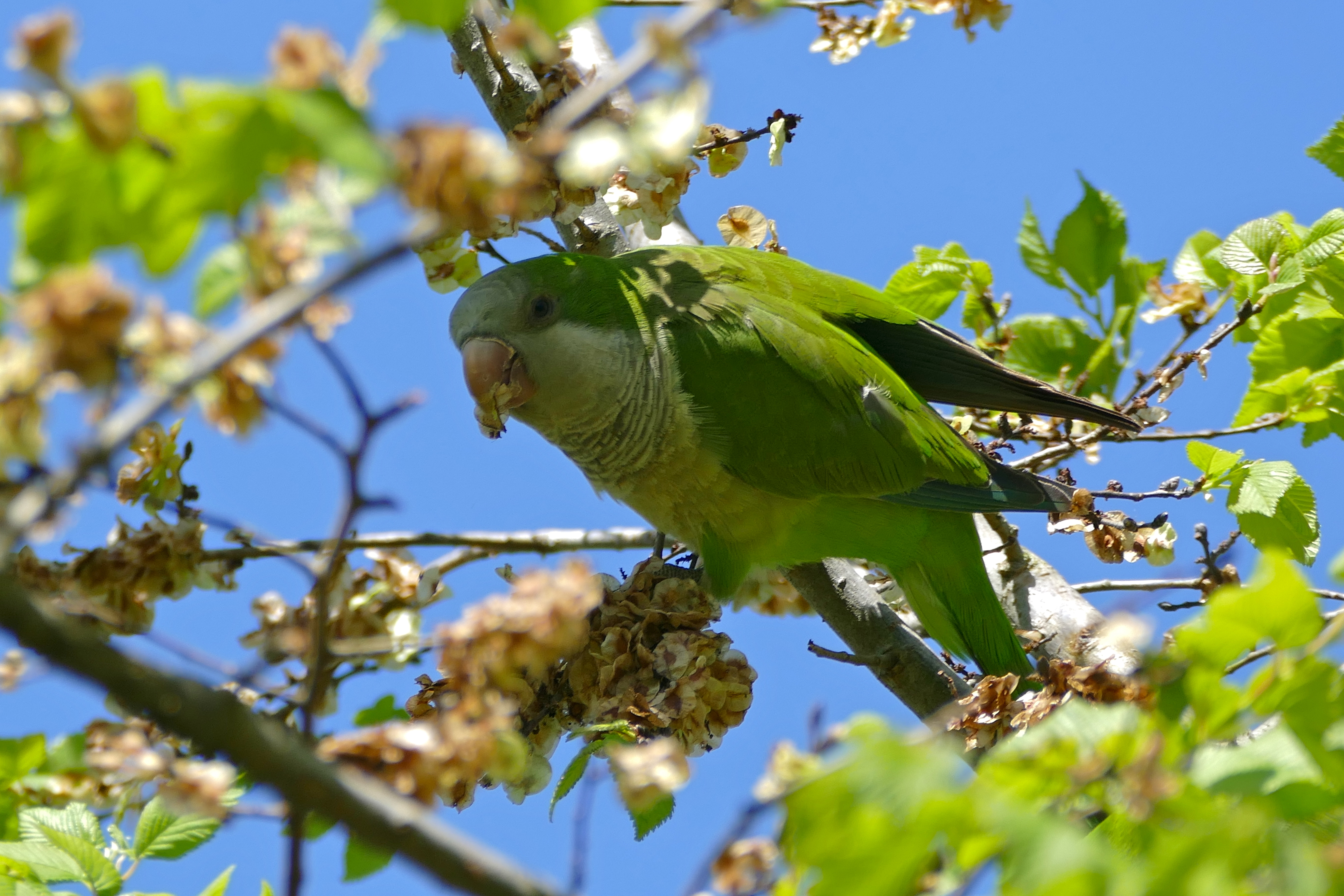
Perriche veuve mangeant des graines (Catalogne, Espagne)